# Tratado de Viena (1725)

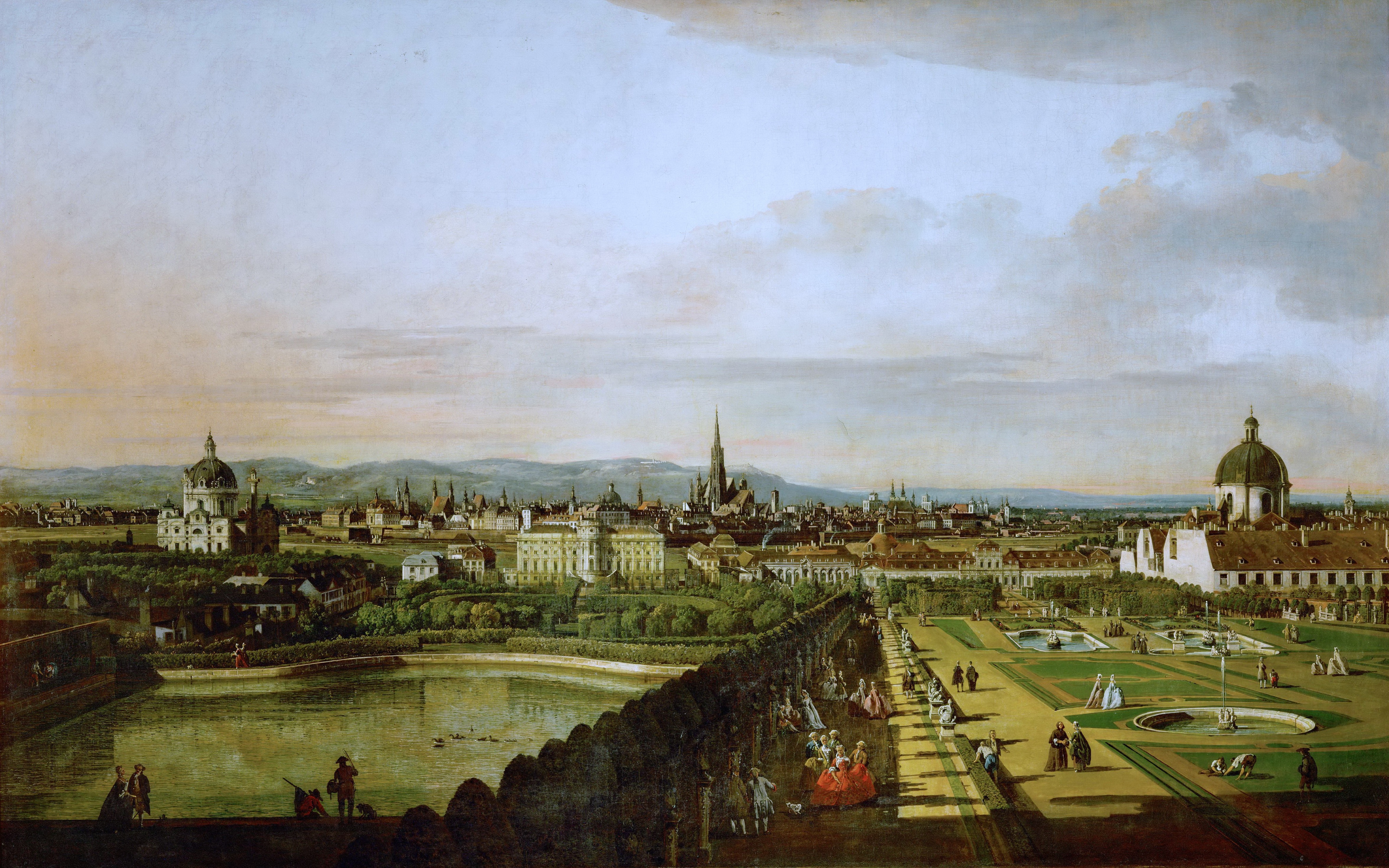
Vista de Viena por Canaletto (1758)

El tratado de Viena de 1725 fue el tratado firmado en Viena el 30 de abril de 1725 por los representantes de Carlos VI del Sacro Imperio Romano Germánico y de Felipe V de España, por el que el primero renunciaba definitivamente a sus aspiraciones al trono de la Monarquía de España mantenidas tras la firma de los Tratados de Utrecht-Rastatt de 1713-1714 que pusieron fin a Guerra de Sucesión Española, mientras que Felipe V reconocía la soberanía de Carlos VI sobre los territorios de Italia y de los Países Bajos que antes de la guerra habían pertenecido a la Monarquía Hispánica.

## Antecedentes

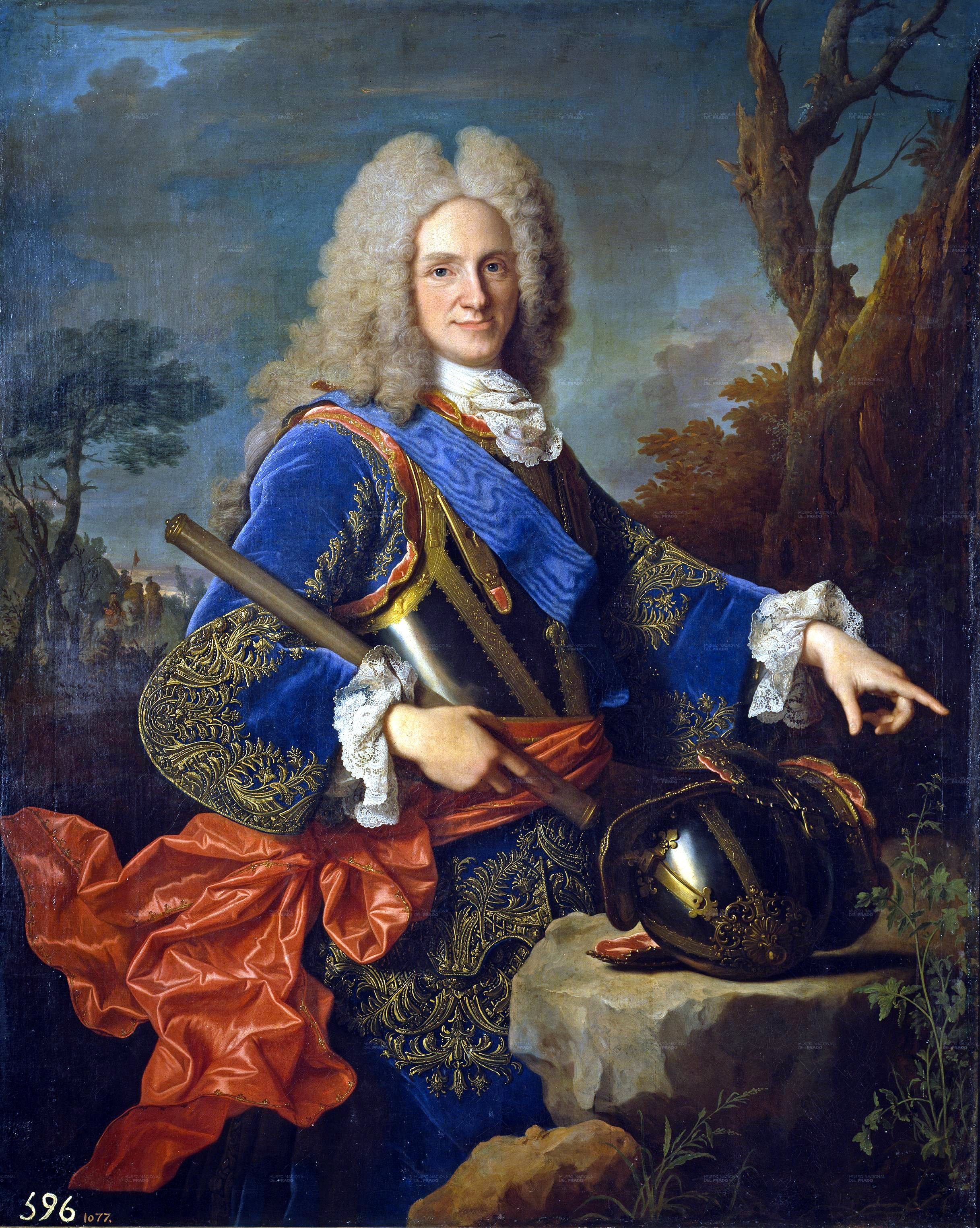
Retrato de Felipe V de España, de Jean Ranc (1723).

Felipe V, su segunda esposa Isabel de Farnesio y el ministro Julio Alberoni pusieron en práctica una política exterior agresiva respecto a Italia que pretendía "revisar" el Tratado de Utrecht —intentando recuperar los Estados italianos que formaban parte de la Monarquía Católica antes de 1700— y asegurar el trono de los ducados de Parma, de Piacenza y de Toscana para el recién nacido infante don Carlos. Así en julio de 1717 tuvo lugar la conquista española de Cerdeña y en el verano del año siguiente una nueva expedición mucho mayor conquistó el reino de Sicilia.
Estas conquistas provocaron la Guerra de la Cuádruple Alianza en la que Felipe V salió derrotado por las cuatro potencias garantes del statu quo surgido de la Paz de Utrecht: el Reino de Gran Bretaña, el reino de Francia, el Imperio Austríaco y las Provincias Unidas. Felipe V, que se deshizo de su ministro Giulio Alberoni, se vio obligado a firmar en La Haya en febrero de 1720 la retirada de las tropas de Cerdeña y de Sicilia, la renuncia a cualquier derecho sobre los antiguos Países Bajos españoles, ahora bajo soberanía del emperador Carlos VI, y a reiterar su renuncia a la Corona de Francia. Lo único que obtuvo Felipe V a cambio fue la promesa de que la sucesión al ducado de Parma, el ducado de Piacenza y el ducado de Toscana recaería en el infante Carlos, el primer hijo que había tenido con Isabel de Farnesio.
Para concretar los acuerdos del Tratado de La Haya se reunió el Congreso de Cambrai (1721-1724) que supuso un nuevo fracaso para Felipe V porque no alcanzó su gran objetivo —que los ducados de Parma y de Toscana pasaran a su hijo Carlos— y tampoco que Gibraltar volviera a soberanía española, porque Felipe V rechazó la oferta británica de intercambiarlo por una parte de Santo Domingo o de Florida. Tampoco el acercamiento que había iniciado con la Monarquía de Francia fructificó porque finalmente ésta dio marcha atrás en el matrimonio concertado entre el futuro Luis XV y la hija de Felipe V e Isabel de Farnesio, la infanta Mariana Victoria de Borbón. Sin embargo, sí se celebró el matrimonio concertado entre el Príncipe de Asturias Luis y Luisa Isabel de Orleans, hija del duque de Orleans, regente de Francia hasta la mayoría de edad de Luis XV.

## El acercamiento entre Felipe V y el emperador Carlos VI

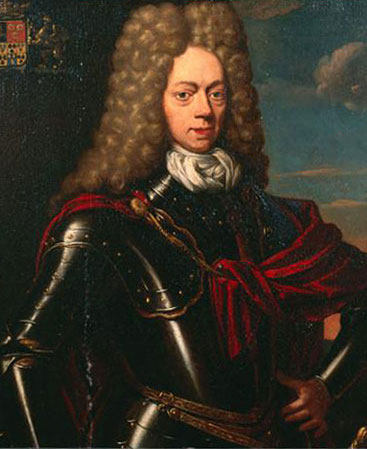
Johan Willem Ripperdá, Barón y Duque de Ripperdá.

Cuando ya era evidente que el Congreso de Cambrai iba a suponer un nuevo fracaso de la política dinástica de Felipe V, Johan Willem Ripperdá, un noble holandés que había llegado a Madrid en 1715 como embajador extraordinario de las Provincias Unidas y que tras abjurar del protestantismo se había puesto al servicio del monarca ganándose su confianza, convenció al rey y a la reina para que lo enviaran a Viena, comprometiéndose a alcanzar un acuerdo con el emperador Carlos VI que pusiera fin a la rivalidad entre ambos soberanos por la Corona de España y que permitiera que el príncipe Carlos pudiera llegar a ser el nuevo duque de Parma, de Piacenza y de Toscana. En última instancia, lo que pretendía Ripperdá era desarticular la Cuádruple Alianza mediante una aproximación entre Felipe V y Carlos VI.
En la corte de Viena el acercamiento a Felipe V fue visto con cautela dada la crítica situación por la que atravesaba Felipe V, que en enero de 1724 había abdicado en su hijo Luis I de España y al morir este a los pocos meses había recuperado el trono gracias a la intervención de la reina Isabel de Farnesio. El embajador imperial Königsegg en Madrid informó a Viena de la «imbecilidad del rey que de cuando en cuando le incapacita para el gobierno». El desequilibrio mental de Felipe V —que algunos autores han relacionado con un trastorno bipolar— iba acompañado de una casi patológica obsesión religiosa por la salvación que creía que sólo podía alcanzar en un ambiente de total tranquilidad.
Por otro lado, los consejeros del emperador Carlos VI estaban divididos en cuanto a la conveniencia del acercamiento a Felipe V. El marqués de Rialp y en general el "partido español" en la corte eran favorables a las propuestas de Ripperdá porque vieron una posibilidad de restituir los fueros e instituciones de los estados de la Corona de Aragón y de socavar el poder de los británicos, entre otras cosas, con la entrada en el comercio con las Indias de la Compañía de Ostende radicada en los antiguos Países Bajos españoles. En cambio los miembros del "partido alemán", encabezado por el príncipe Eugenio de Saboya y el general Guido von Starhemberg, tenían serias reservas y acusaban al marqués de Rialp de «querer convertir Austria en una provincia española».
Durante el año que estuvo en Viena Ripperdá alcanzó cuatro acuerdos, dos de ellos secretos, que se conocen como el Tratado de Viena de 1725 y que "significaban un giro copernicano en Europa", según Rosa Mª Capel y José Cepeda. En los documentos firmados el 30 de abril de 1725, se puso fin definitivamente a la Guerra de Sucesión Española al renunciar el emperador Carlos VI a sus derechos a la Corona de España y reconocer como rey de España y de las Indias a Felipe V, y a cambio este reconocía al emperador la soberanía sobre las posesiones de Italia y de los Países Bajos que habían correspondido a la Monarquía Hispánica, y volvía a reiterar su renuncia al trono de Francia. En uno de los documentos Felipe V otorgaba la amnistía a los austracistas y se comprometía a devolverles sus bienes que habían sido confiscados durante la guerra y en la inmediata posguerra. Asimismo se les reconocían los títulos que les hubiera otorgado Carlos III el Archiduque. Además Felipe V concedía a la Compañía de Ostende —llamada oficialmente Compañía Imperial y Real de las Indias y radicada en los Países Bajos, ahora bajo dominio del emperador— importantes ventajas comerciales para que pudiera comerciar con las Indias españolas. A cambio Viena ofrecía su apoyo a Felipe V para presionar al rey de Gran Bretaña con vistas a recuperar Gibraltar y Menorca. En cuanto a los derechos sobre los ducados de Parma, Piacenza y Toscana, Ripperdá consiguió que Carlos VI aceptara que pasarían al infante don Carlos, al extinguirse la rama masculina de los Farnesio, aunque nunca podrían integrarse en la Monarquía de España.

### Las cláusulas del tratado
Las cláusulas del tratado incluían:
- Ratificación de los acuerdos establecidos en el tratado de Londres de 1718;
- Renuncia de Carlos VI y sus herederos a la Corona española y sus posesiones, otorgadas a Felipe V según el tratado de Utrecht de 1713;
- Carlos VI reconocía la soberanía de Felipe V y se comprometía a no intentar nada contra ésta ni contra sus herederos, en la península ibérica y colonias;
- Faltando los reyes de España, la sucesión española pasaría a la Casa de Saboya (en aquella fecha encabezada por el rey de Cerdeña Victor Amadeo);
- Renuncia de Felipe V sobre los territorios en Italia y los Países Bajos pertenecientes a Carlos VI;
- Carlos se comprometía a otorgar a los hijos de la reina de España los ducados de Parma, Placencia y Toscana en caso de que el gobierno de éstos quedara vacante por falta de descendencia masculina en la línea sucesoria del emperador;
- Felipe entregaba a su hijo Carlos la plaza de Porto Longone ( con los fuertes de Focardo y San Giacomo), en la isla de Elba, y renunciaba a sus derechos de posesión sobre cualquiera de los ducados antes citados;
- Liorna quedaría por siempre como puerto franco;
- Renuncia de Felipe V al derecho de reversión del reino de Sicilia a la corona de España, establecido según el acta de cesión de 10 de junio de 1713;
- Defensa recíproca de ambos reinos;
- Olvido de las ofensas y daños sufridos por ambas partes durante la guerra de sucesión;
- Restitución del duque de Parma a la situación establecida en el tratado de Londres de 1718;
- Cada una de las partes firmantes se comprometía a respetar y defender la sucesión de la parte contraria;
- Restitución por parte de Felipe V de las dotes de las infantas alemanas María y Margarita;
- Pago de las deudas contraídas por Carlos VI en Cataluña, y por Felipe V en Flandes, Milán, Nápoles y Sicilia.

### Las reacciones al tratado y la caída de Ripperdá

Coaliciones en Europa entre 1725 y 1730. Los firmantes del Tratado de Viena de abril de 1725 en azul y los firmantes del Tratado de Hannover de septiembre de 1725 en rojo. Prusia, en marrón, al principio se unió a la Alianza de Hanover, pero después cambió de bando tras el Tratado de Berlín de diciembre de 1728

Ripperdá volvió a Madrid en 1725 y Felipe V premió su labor concediéndole la Grandeza de España y nombrándolo secretario de Estado. Pero cuando los reyes de España tuvieron conocimiento del alcance real de los acuerdos de Ripperdá y de que las monarquías de Gran Bretaña y de Francia se oponían a los mismos —el 3 de septiembre habían firmado junto con el reino de Prusia el Tratado de Hannover para «mantener a los Estados firmantes en los países y ciudades dentro y fuera de Europa que actualmente poseyeran», y al que posteriormente se adhirieron las Provincias Unidas, el reino de Dinamarca y el reino de Suecia, aunque Prusia finalmente lo abandonó— destituyeron a Ripperdá y lo encarcelaron en mayo de 1726 —aunque logró escaparse y huyó de España—. En la caída de Ripperdá colaboraron activamente dos de los miembros más influyentes de la corte José de Grimaldo y José Patiño, además del embajador imperial Königsegg, aunque el hecho decisivo parece que fue que el emperador no diera finalmente su consentimiento al matrimonio de sus dos hijas con los infantes españoles Carlos y Felipe —en realidad hacía tiempo que estaba concertado el matrimonio de María Teresa con el joven duque Francisco Esteban de Lorena, boda que se celebró en 1736—. Además el emperador tampoco estaba dispuesto a entrar en conflicto con Gran Bretaña, por lo que no apoyaría a Felipe V si este intentaba recuperar Gibraltar o Menorca. En contrapartida las concesiones comerciales prometidas a la Compañía de Ostende nunca se materializaron y acabó disolviéndose en 1731 por la presión británica.
Gran Bretaña desplegó su flota por el Mediterráneo y el Atlántico, capturando barcos españoles y bloqueando Portobelo sin que hubiera habido una declaración de guerra. Como las reclamaciones ante el gobierno de Londres por los apresamientos por barcos británicos, a los que la corte de Madrid consideraba piratas, no surtieron ningún efecto, el nuevo grupo de consejeros que había sustituido a Ripperdà apoyaron la decisión de Felipe V de conquistar Gibraltar. Así en enero de 1727 el embajador español ante la corte de Jorge I de Gran Bretaña presentó un escrito en que consideraba sin valor el artículo 10 del Tratado de Utrecht por el que se cedía Gibraltar alegando los incumplimientos del mismo por parte de Gran Bretaña —había ocupado tierras en el istmo, no había garantizado el mantenimiento del catolicismo y había permitido la presencia de judíos y musulmanes—. El asunto fue llevado al parlamento por el primer ministro Robert Walpole y allí se comprometió a que nunca se entregaría Gibraltar sin el consentimiento expreso del mismo. La votación final celebrada el 17 de enero de 1727, en la que el parlamento ratificó la soberanía británica sobre Gibraltar, supuso la declaración de guerra a la Monarquía de España.

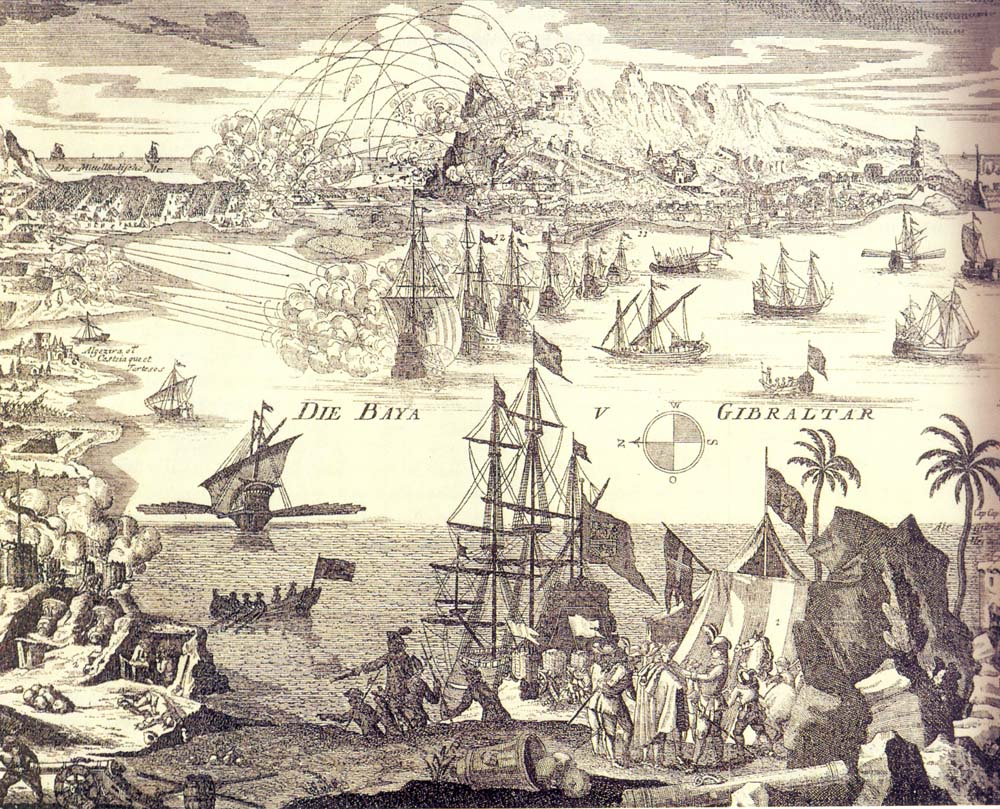
Grabado de la época sobre el asedio a Gibraltar de 1727.

El segundo sitio a Gibraltar —el primero tuvo lugar en 1705— no tuvo éxito debido a la superioridad de la flota británica que defendía el Peñón, que impidió que la infantería pudiera lanzarse al asalto después de que la artillería hubiera bombardeado las fortificaciones británicas. "España volvía a comprobar que la Roca, desde tierra, era casi inexpugnable mientras pudiese contar con el apoyo de una flota que llevase tropas de refresco y provisiones", afirman Rosa Mª Capel y José Cepeda. En junio de 1727 se llegó a un armisticio pero hasta marzo de 1728 Felipe V —presionado por el rey de Francia, el emperador y el papa para que pusiera fin al conflicto con Gran Bretaña y al que prometieron celebrar el Congreso de Soissons— no volvió a reconocer la validez del artículo 10 del Tratado de Utrecht en la llamada Acta de El Pardo, en un momento de agravamiento de su enfermedad mental.
El Congreso de Soissons no dio ningún resultado, pero sí lo tuvieron las negociaciones a "tres bandas" entre las Monarquías de España, Gran Bretaña y Francia, que culminaron con la firma del Tratado de Sevilla del 9 de noviembre de 1729. En ese tratado Felipe V obtuvo por fin lo que venían anhelando él y su esposa Isabel de Farnesio desde 1715, que su hijo primogénito el infante Carlos ocupara el trono del ducado de Parma y del ducado de Toscana —lo que fue reconocido también por el emperador en otro tratado firmado después—. "Lo que resulta llamativo es que en agosto de 1731 una flota británica llegó a Cádiz para acompañar a don Carlos a su destino".